# Средина
Сре́дина (болг. Средина) — село в Добрицькій області Болгарії. Входить до складу общини Генерал-Тошево.

## Населення
За даними перепису населення 2011 року у селі проживали 58 осіб.
Національний склад населення села:
| Національність   | Кількість осіб | Відсоток |
| ---------------- | -------------- | -------- |
| цигани           | 32             | 55,2%    |
| болгари          | 20             | 34,5%    |
| турки            | 4              | 6,9%     |
| Всього відповіли | 58             |          |

Розподіл населення за віком у 2011 році:
Динаміка населення: